# Israël op de Olympische Zomerspelen 2004

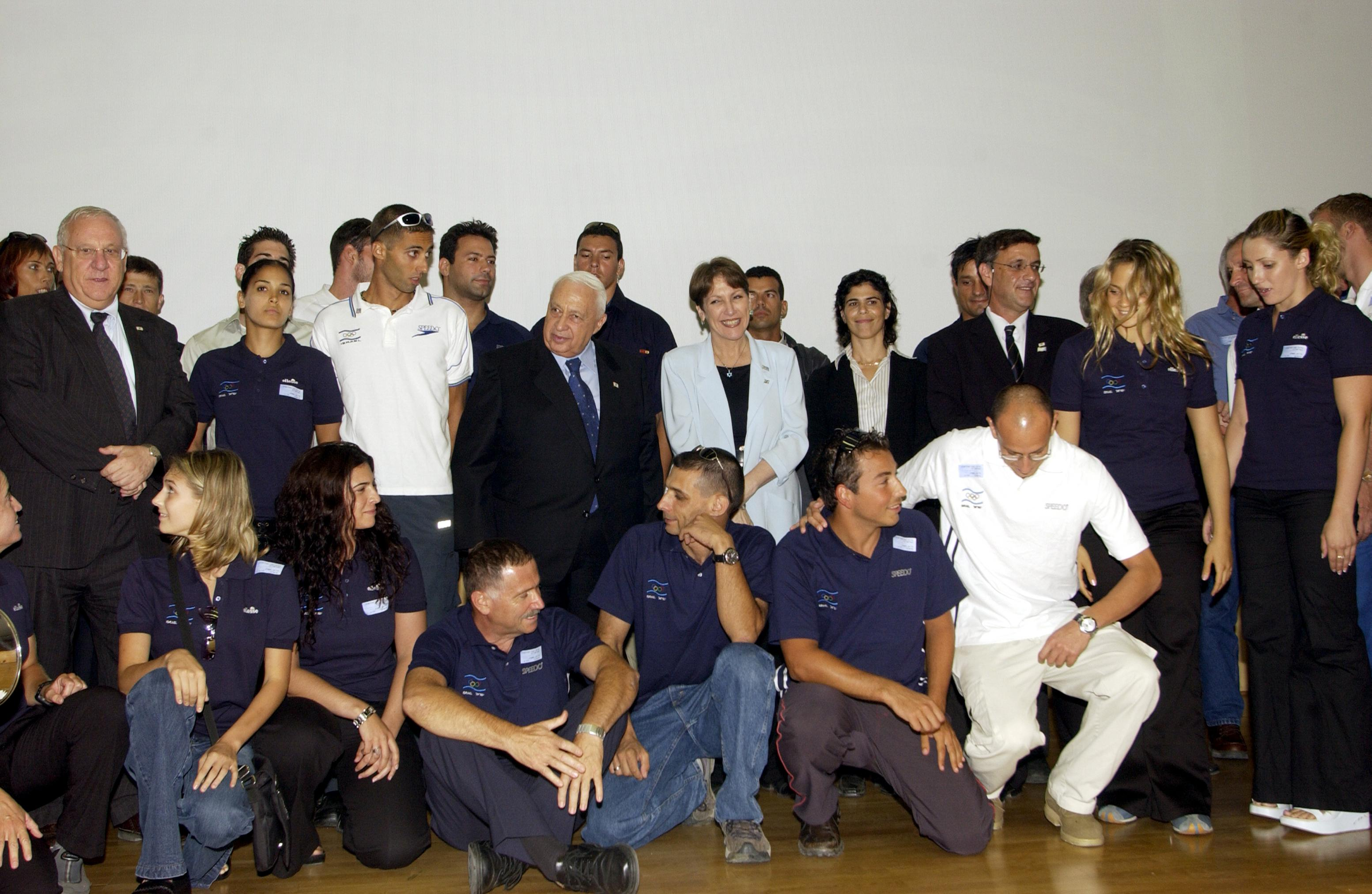
Israëlische olympische ploeg van 2004

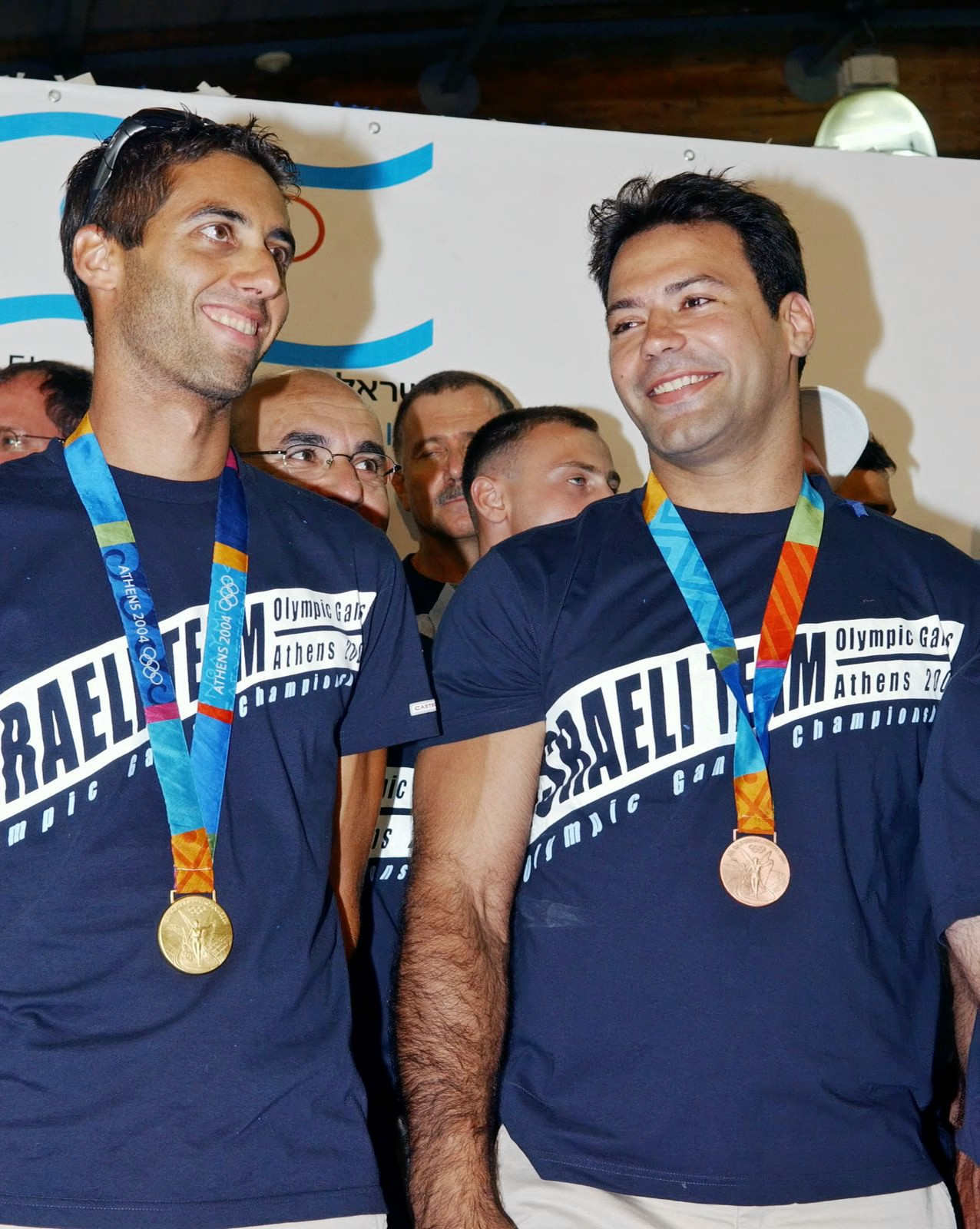
Goudenmedaillewinnaar Gal Fridman en bronzenmedaillewinnaar Ariel Ze'evi

Israël nam deel aan de Olympische Zomerspelen 2004 in Athene, Griekenland. De windsurfer Gal Fridman schreef geschiedenis door voor zijn land de allereerste gouden olympische medaille te winnen.

## Medailleoverzicht
| Sport  | Olympiër     | Discipline  | Medaille |
| ------ | ------------ | ----------- | -------- |
| Zeilen | Gal Fridman  | mistral (m) | Goud     |
| Judo   | Ariel Ze'evi | -100kg (m)  | Brons    |

## Deelnemers en resultaten

### Atletiek
| Olympiër            | Onderdeel                | Resultaat | Prestatie                                                   |
| ------------------- | ------------------------ | --------- | ----------------------------------------------------------- |
| Asaf Bimro          | marathon (m)             | 59e       | 2:25.20                                                     |
| Haile Satayin       | marathon (m)             | 20e       | 2:17.25                                                     |
| Aleksander Averbukh | polsstokhoogspringen (m) | 8e        | kwalificatie groep B: 1ste met 5,70m finale: 8ste met 5,65m |
|                     |                          |           |                                                             |
| Irina Lenskiy       | 100m horden (v)          | 33e       | serie 1: 7de in 13,75                                       |
| Nili Avramski       | marathon (v)             | 42e       | 2:48.08                                                     |

### Gymnastiek
| Olympiër          | Onderdeel                | Resultaat | Prestatie                                                           |
| Ritmisch          | Ritmisch                 | Ritmisch  | Ritmisch                                                            |
| ----------------- | ------------------------ | --------- | ------------------------------------------------------------------- |
| Katerina Pisetsky | individueel (v)          | 16e       | kwalificatie: 16de met 89,850 punten                                |
| Turnen            |                          |           |                                                                     |
| Pavel Gofman      | individuele meerkamp (m) | 19e       | kwalificatie: 12de met 56,723 punten finale: 19de met 55,686 punten |

### Judo
| Olympiër        | Onderdeel  | Resultaat | Prestatie |
| --------------- | ---------- | --------- | --- |
| Gal Yekutiel    | -60kg (m)  | 17e       | 1ste ronde: W van LTU Techovas: waza-ari 2de ronde: V van USA Murray: ippon |
| Ehud Vaks       | -66kg (m)  | 17e       | 1ste ronde: W van IRI Miresmaeili: walk-over 2de ronde: V van ALG Meridja: yuko |
| Yoel Razvozov   | -73kg (m)  | 9e        | 1ste ronde: vrij 2de ronde: W van CUB Texidor: ippon 3de ronde: V van FRA Fernandes: ippon herkansingen: W van CHN Xie: ippon herkansingen 2: V van BRA Guilhero: ippon                                                                                  |
| Ariel Ze'evi    | -100kg (m) | Brons     | 1ste ronde: vrij 2de ronde: W van BRA Sabino: ippon 3de ronde: W van ITA Monti: ippon kwartfinale: V van KOR Jang: ippon herkansingen: W van CMR Ewane: waza-aei herkansingen 2: W van FRA Lemaire: ippon bronzen finale: W van NED van der Geest: ippon |
|                 |            |           | |
| Michal Feinblat | -52kg (v)  | 17e       | 1ste ronde: vrij 2de ronde: V van POR Monteiro: ippon |

### Kanovaren
| Olympiër              | Onderdeel     | Resultaat | Prestatie                                                                        |
| --------------------- | ------------- | --------- | -------------------------------------------------------------------------------- |
| Michael Kolganov      | K-1 500m (m)  | 24e       | serie 1: 4de in 1.39,745 halve finale 2: 8ste in 1.43,411                        |
| Roei Yellin           | K-1 1000m (m) | 9e        | serie 2: 3de in 3.34,036 halve finale 1: 3de in 3.30,005 finale: 9de in 3.43,485 |
|                       |               |           |                                                                                  |
| Larissa Peisakhovitch | K-1 500m (v)  | 6e        | serie 1: 3de in 1.54,234 halve finale 2: 2de in 1.55,096 finale: 6de in 1.53,089 |

### Schermen
| Olympiër      | Onderdeel  | Resultaat | Prestatie                          |
| ------------- | ---------- | --------- | ---------------------------------- |
| Ayelet Ohayon | floret (v) | 17e       | 1ste ronde: V van GER Bauer: 10-15 |

### Schietsport
| Olympiër          | Onderdeel              | Resultaat | Prestatie                                               |
| ----------------- | ---------------------- | --------- | ------------------------------------------------------- |
| Guy Starik        | 50m geweer liggend (m) | 16e       | kwalificatie: 16de met 592 punten (99-98-98-99-99-99)   |
| Alexander Danilov | 50m pistool (m)        | 15e       | kwalificatie: 15de met 554 punten (90-91-90-95-92-96)   |
| Alexander Danilov | 10m luchtpistool (m)   | 20e       | kwalificatie: 20ste met 577 punten (96-96-100-95-95-95) |

### Synchroonzwemmen
| Olympiër                       | Onderdeel | Resultaat | Prestatie                        |
| ------------------------------ | --------- | --------- | -------------------------------- |
| Anastasia Gloushkov Inna Yoffe | duet      | 17e       | voorronde: 17de met 85,75 punten |

### Taekwondo
| Olympiër   | Onderdeel | Resultaat | Prestatie                            |
| ---------- | --------- | --------- | ------------------------------------ |
| Maya Arusi | -49kg (v) | 10e       | 1ste ronde: V van VEN Kontreras: 1-5 |

### Tafeltennis
| Olympiër          | Onderdeel     | Resultaat | Prestatie |
| ----------------- | ------------- | --------- | --- |
| Marina Kravchenko | enkelspel (v) | 17e       | 1ste ronde: W van GRE Volakaki: 4-0 (11-6, 11-5, 11-4, 11-5) 2de ronde: W van ROU Bădescu: 4-2 (11-6, 11-9, 4-11, 11-3, 8-11, 11-6) 3de ronde: V van CRO Boroš: 0-4 (8-11, 6-11, 5-11, 7-11) |

### Tennis
| Olympiër                 | Onderdeel      | Resultaat | Prestatie |
| ------------------------ | -------------- | --------- | --- |
| Jonathan Erlich Andy Ram | dubbelspel (m) | 5e        | 1ste ronde: W van SWE Enqvist/Söderling: 7-5, 6-3 2de ronde: W van RUS Andrejev/Davydenko: 6-4, 6-1 3de ronde: V van GER Kiefer/Schüttler: 6-2, 2-6, 2-6 |
|                          |                |           | |
| Anna Smashnova           | enkelspel (v)  | 33e       | 1ste ronde: V van ITA Gerbin: 2-6, 1-6 |

### Worstelen
| Olympiër             | Onderdeel      | Resultaat      | Prestatie                                                   |
| Grieks-Romeins       | Grieks-Romeins | Grieks-Romeins | Grieks-Romeins                                              |
| -------------------- | -------------- | -------------- | ----------------------------------------------------------- |
| Yasha Manasherov     | -74kg (m)      | 19e            | groep 4: 3de V van KAZ Khalimov: 0-8 V van ESP Recuero: 1-3 |
| Gotsha Tzitziashvily | -84kg (m)      | 14e            | groep 4: 2de W van FRA Noumonvi: 3-1 V van RUS Michine: 0-3 |
| Yuri Yevseychyk      | -120kg (m)     | 19e            | groep 4: 3de V van CUB Lopez: 0-5 V van TUR Gul: 0-3        |

### Zeilen
| Olympiër                    | Onderdeel   | Resultaat | Prestatie                                     |
| --------------------------- | ----------- | --------- | --------------------------------------------- |
| Gal Fridman                 | mistral (m) | Goud      | 42 punten: (8-3-5-5-1-7-5-1-8-5-2)            |
| Gideon Kliger Udi Gal       | 470 (m)     | 15e       | 128 punten: (19-12-6-8-23-9-5-11-23-12-DSQ)   |
|                             |             |           |                                               |
| Lee Korzitz                 | mistral (v) | 13e       | 117 punten: (15-15-12-17-12-8-14-12-7-10-1)   |
| Nike Kornecki Vered Buskila | 470 (v)     | 18e       | 122 punten: (OCS-11-RAF-19-6-13-12-5-4-13-18) |

### Zwemmen
| Olympiër          | Onderdeel            | Resultaat | Prestatie                |
| ----------------- | -------------------- | --------- | ------------------------ |
| Anna Gostomelsky  | 50m vrije slag (v)   | 35e       | serie 6: 3de in 26,72    |
| Anna Gostomelsky  | 100m vrije slag (v)  | 32e       | serie 4: 7de in 57,15    |
| Anna Gostomelsky  | 100m rugslag (v)     | 28e       | serie 3: 5de in 1.04,06  |
| Vered Borochovski | 100m vlinderslag (v) | 26e       | serie 3: 8ste in 1.00,69 |
| Vered Borochovski | 200m wisselslag (v)  | 24e       | serie 1: 1ste in 2.20,62 |

Afghanistan · Albanië · Algerije · Amerikaanse Maagdeneilanden · Amerikaans-Samoa · Andorra · Angola · Antigua en Barbuda · Argentinië · Armenië · Aruba · Australië · Azerbeidzjan · Bahama's · Bahrein · Bangladesh · Barbados · België · Belize · Benin · Bermuda · Bhutan · Bolivia · Bosnië en Herzegovina · Botswana · Brazilië · Britse Maagdeneilanden · Brunei · Bulgarije · Burkina Faso · Burundi · Cambodja · Canada · Centraal-Afrikaanse Republiek · Chili · China · Chinees Taipei · Colombia · Comoren · Congo-Brazzaville · Congo-Kinshasa · Cookeilanden · Costa Rica · Cuba · Cyprus · Denemarken · Djibouti · Dominica · Dominicaanse Republiek · Duitsland · Ecuador · Egypte · El Salvador · Equatoriaal-Guinea · Eritrea · Estland · Ethiopië · Fiji · Filipijnen · Finland · Frankrijk · Gabon · Gambia · Georgië · Ghana · Grenada · Griekenland · Groot-Brittannië · Guam · Guatemala · Guinee · Guinee‑Bissau · Guyana · Haïti · Honduras · Hongarije · Hongkong · Ierland · IJsland · India · Indonesië · Irak · Iran · Israël · Italië · Ivoorkust · Jamaica · Japan · Jemen · Jordanië · Kaaimaneilanden · Kaapverdië · Kameroen · Kazachstan · Kenia · Kirgizië · Kiribati · Koeweit · Kroatië · Laos · Lesotho · Letland · Libanon · Liberia · Libië · Liechtenstein · Litouwen · Luxemburg · Macedonië · Madagaskar · Malawi · Malediven · Maleisië · Mali · Malta · Marokko · Mauritanië · Mauritius · Mexico · Micronesië · Moldavië · Monaco · Mongolië · Mozambique · Myanmar · Namibië · Nauru · Nederland · Nederlandse Antillen · Nepal · Nicaragua · Nieuw-Zeeland · Niger · Nigeria · Noord-Korea · Noorwegen · Oeganda · Oekraïne · Oezbekistan · Oman · Oostenrijk · Oost‑Timor · Pakistan · Palau · Palestina · Panama · Papoea-Nieuw-Guinea · Paraguay · Peru · Polen · Portugal · Puerto Rico · Qatar · Roemenië · Rusland · Rwanda · Saint Kitts en Nevis · Saint Lucia · Saint Vincent en Grenadines · Salomonseilanden · Samoa · San Marino · Sao Tomé en Principe · Saoedi-Arabië · Senegal · Servië en Montenegro · Seychellen · Sierra Leone · Singapore · Slovenië · Slowakije · Soedan · Somalië · Spanje · Sri Lanka · Suriname · Swaziland · Syrië · Tadzjikistan · Tanzania · Thailand · Togo · Tonga · Trinidad en Tobago · Tsjaad · Tsjechië · Tunesië · Turkije · Turkmenistan · Uruguay · Vanuatu · Venezuela · Verenigde Arabische Emiraten · Verenigde Staten · Vietnam · Wit-Rusland · Zambia · Zimbabwe · Zuid-Afrika · Zuid-Korea · Zweden · Zwitserland